# Astrofizik
Ástrofízik je znanstvenik, ki deluje na področju astrofizike.